# Lente di Barlow

Schema della lente di Barlow
A = obiettivo, B = lente di Barlow, rosso = luce senza lente di Barlow, verde = con lente di Barlow

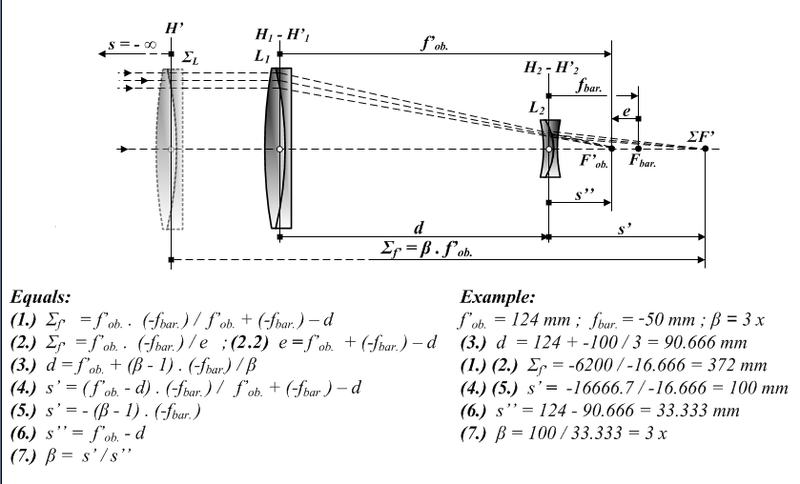
Schema della lente di Barlow

La lente di Barlow è un moltiplicatore di focale; si usa prevalentemente come accessorio nei telescopi al fine di aumentare il fattore di ingrandimento sviluppato dallo strumento. Prende il nome dal suo inventore, l'ingegnere inglese Peter Barlow.
Esistono la Barlow acromatica a 2 lenti e l'apocromatica a 3 (APO). La Barlow APO offre una maggiore nitidezza ed essendo solitamente prodotta con materiali migliori e più costosi, offre spesso una maggiore trasmissione della luce rispetto a quella acromatica che ne determina una, seppur di poco, maggior luminosità delle immagini.
Sul barilotto della Barlow è stampato il fattore d'ingrandimento, seguito da una "x". Moltiplicando quel fattore per la focale del telescopio si otterrà la focale effettiva.